# Cuencas endorreicas entre frontera y vertiente del Pacífico
Cuencas endorreicas entre frontera y vertiente del Pacífico es el nombre dado al ítem 030 del inventario de cuencas de Chile que comprende las cuencas endorreicas ubicadas entre la frontera internacional y las cuencas exorreicas de la vertiente del océano Pacífico en la región de Atacama de Chile. 
A partir de los años 70 se ha ampliado el concepto de cuenca hasta entender, ya en los primeros años del siglo XXI, una cuenca hidrográfica en lo que respecta a su definición espacial y funcional, como la unidad geopolítica y socioeconómica más apropiada y racional para el desarrollo integrado de los recursos de tierras y aguas asociados a la vegetación y en conjunto con los usuarios de nivel local y regional.: 17 : 4 

Cuencas endorreicas entre frontera y vertiente del Pacífico

## Límites

Distribución de comunas chilenas y departamentos argentinos en y en torno al ítem 030 del inventario de cuencas de Chile. En azul los números de los ítems del inventario, en rojo los nombres y límites de las comunas/departamentos, en verde obscuro los parques nacionales chilenos, en verde claro el ítem 030 y en azul claro las masas de agua y ríos.

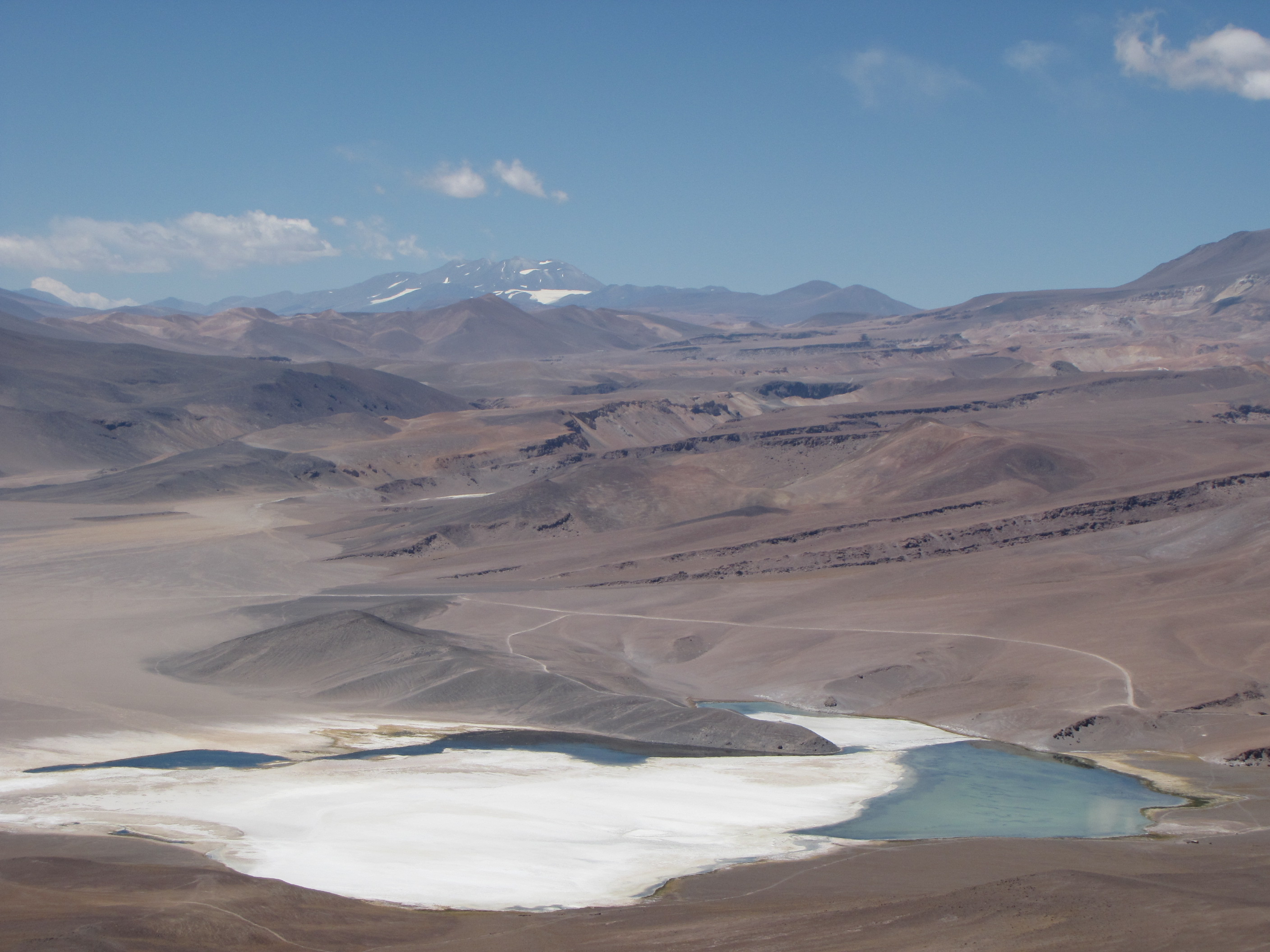
Salar de Maricunga y laguna Santa Rosa.

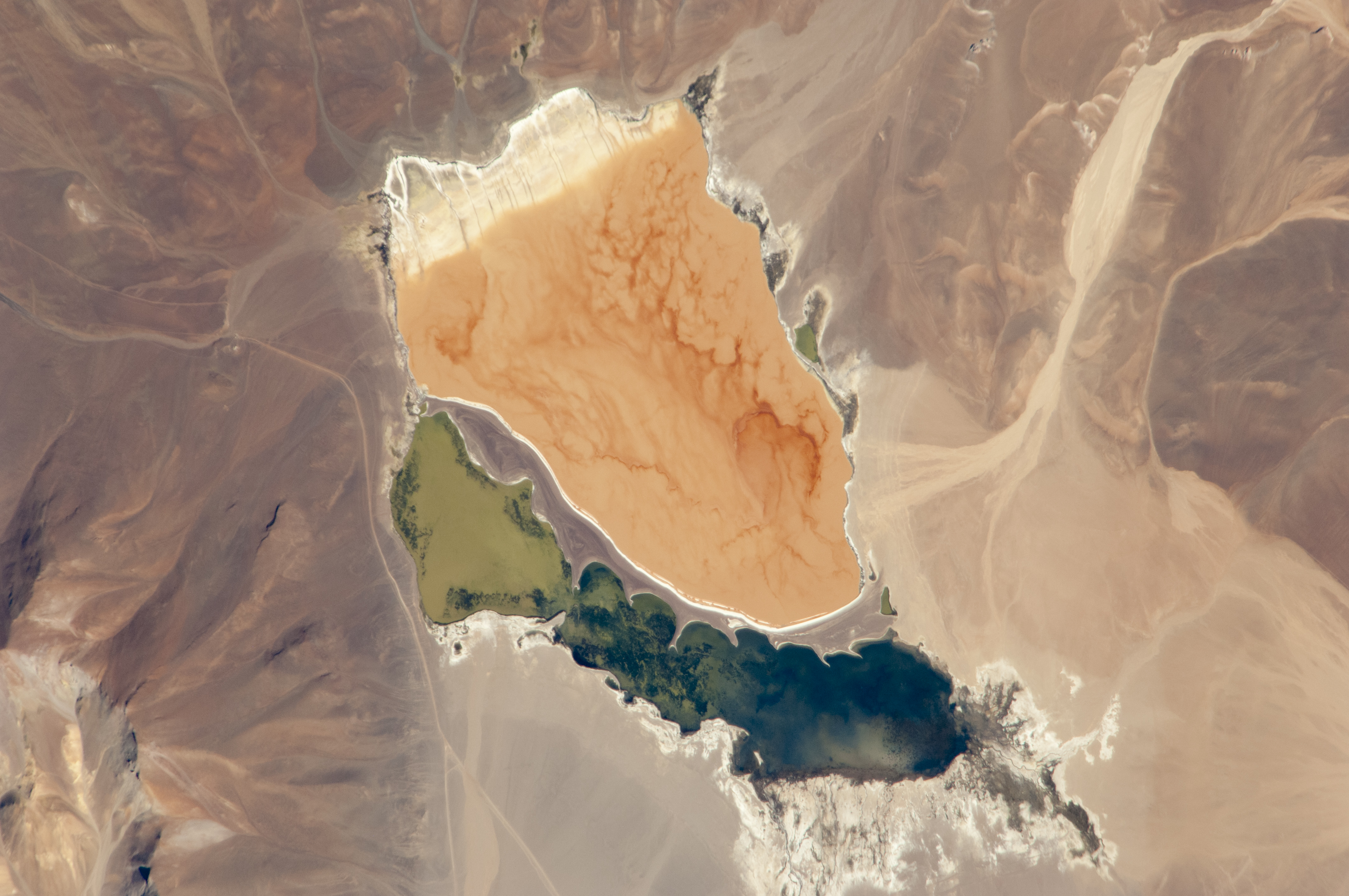
Laguna del Negro Francisco.

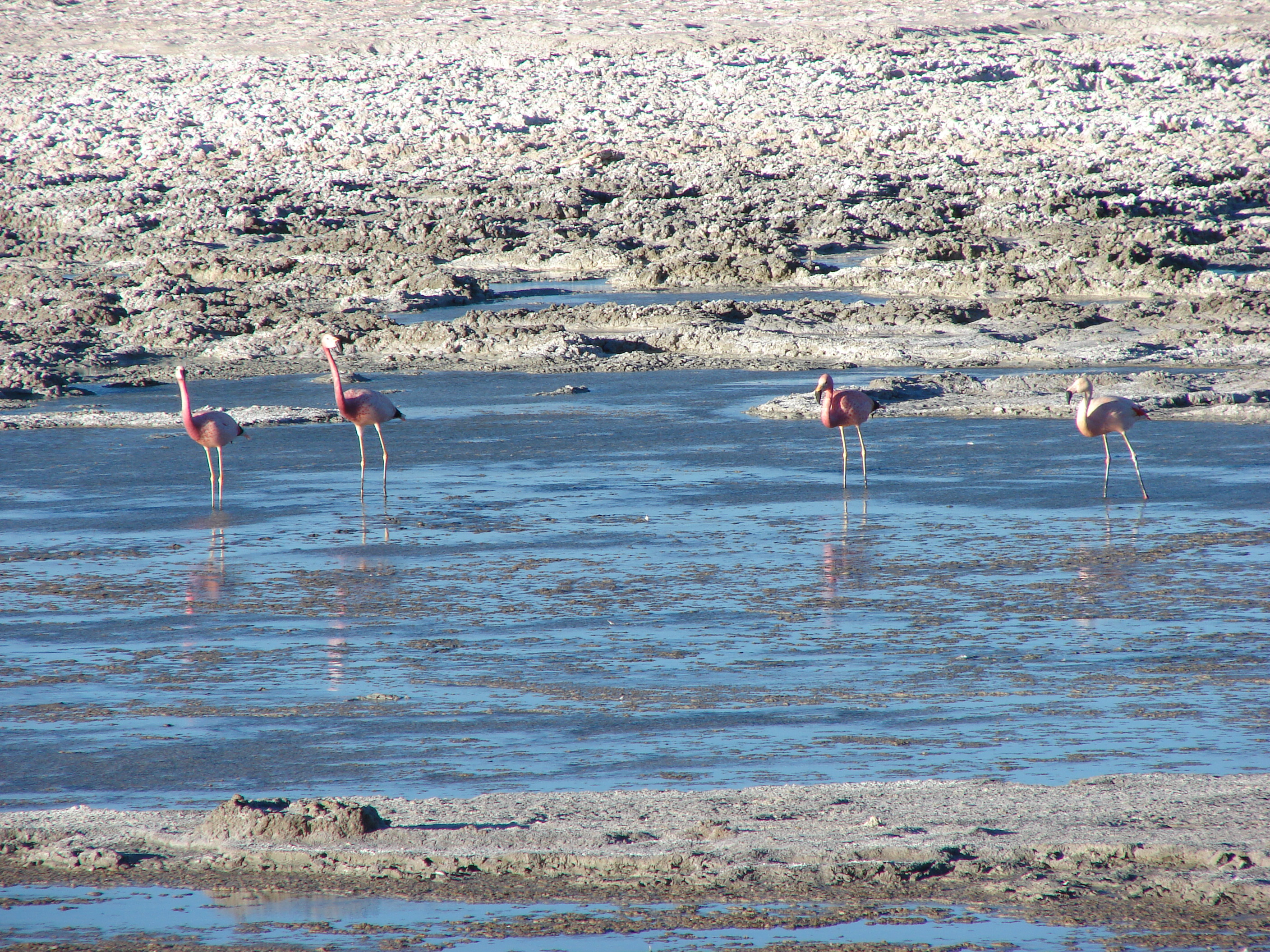
Flamingos en el salar de Pedernales.

El ítem, que tiene una forma cercana a un rectángulo alargado de norte a sur, limita al norte con las cuencas endorreicas Salar Atacama-Vertiente Pacífico, al este con las cuencas argentinas. Al oeste limita, de norte a sur, con las cuencas costeras entre quebrada La Negra y quebrada Pan de Azúcar, cuencas costeras quebrada Pan de Azúcar-río Salado (Chañaral) y finalmente con la cuenca del río Copiapó, con la que también limita al sur.
Este ítem está conformado por cuencas endorreicas con aguas subterráneas algunas y superficiales otras, con alimentación proveniente de escorrentía superficial o alumbramientos de capas subterráneas. Estas zonas de equilibrio de las respectivas cuencas se descargan por evaporación dejando salares entre los que destacan La Isla a 3952 m s. n. m.; Las Parinas a 3936 m s. n. m.; Grande con 564 km² y a 3996 m s. n. m. Notoria es la formación de conos volcánicos desarrollados durante el cuaternario, que determina la elevación alcanzada por la cordillera de los Andes en este subsistema. Destacando los Nevados de Ojos del Salado (6893mt.; Tres Cruces (6753 m s. n. m.); El Fraile (6040 m s. n. m.); Incahuasi (6621 m s. n. m.) y San Francisco (6018 mmsnm.): 37 

## Población y Regiones
El sistema de información y monitoreo de biodiversidad del Ministerio del Medio Ambiente de Chile señala la siguiente distribución de la superficie de la cuenca entre las comunas (el porcentaje es de la cuenca):
| Región      | Provincia   | Comuna           | Hectáreas     | Porcentaje |
| ----------- | ----------- | ---------------- | ------------- | ---------- |
| Antofagasta |             |                  | 3.967,746     | 0,254%     |
|             | Antofagasta |                  | 3.967,746     | 0,254%     |
|             |             | Antofagasta      | 708,76        | < 0,1%     |
|             |             | Taltal           | 3.258,986     | 0,209%     |
| Atacama     |             |                  | 1.554.847,53  | 99,553%    |
|             | Chañaral    |                  | 1.048.798,679 | 67,152%    |
|             |             | Diego de Almagro | 1.048.798,679 | 67,152%    |
|             | Copiapó     |                  | 506.048,851   | 32,401%    |
|             |             | Copiapó          | 412.568,629   | 26,416%    |
|             |             | Tierra Amarilla  | 93.480,222    | 5,985%     |

## Subdivisiones
La Dirección General de Aguas subdivide o reúne las cuencas de Chile acorde a las necesidades de estudio y gestión. Existen dos inventarios que han logrado ser aceptados como principales, el inventario de cuencas del Banco Nacional de Aguas (BNA) de 1978, de mayor uso, y el inventario de cuencas del Departamento de Administración de Recursos Hídricos (DARH) de 2014 de mejor cartografía que ha obligado a redefinir algunos límites, a veces con cambios mayores, pero también por algunas redefiniciones del concepto de subcuenca.
Bajo el BNA el código del ítem es 030 y con el DARH es 0300.
La subdivisión del BNA es como sigue:
| Cuenca                                                         | Subcuenca | Subsubcuenca | Aguas                                            | Área drenaje km² | Observaciones |
| -------------------------------------------------------------- | --------- | ------------ | ------------------------------------------------ | ---------------- | ------------- |
| 030 Endorreicas entre Frontera y Vertiente del Pacífico (mapa) |           |              |                                                  |                  |               |
| 030                                                            | 0300      | 03000        | Salar de Gorbea                                  | 353              |               |
| 030                                                            | 0300      | 03001        | Salar de Azufrera                                | 252              |               |
| 030                                                            | 0300      | 03002        | Salar de Agua Amarga                             | 855              |               |
| 030                                                            | 0300      | 03003        | Salar de La Isla                                 | 872              |               |
| 030                                                            | 0300      | 03004        | Salar de Aguilar                                 | 643              |               |
| 030                                                            | 0300      | 03005        | Salar de Infieles                                | 231              |               |
| 030                                                            | 0300      | 03006        | Salar de Las Parinas                             | 385              |               |
| 030                                                            | 0301      | 03010        | Salar León Muerto                                | 348              |               |
| 030                                                            | 0301      | 03011        | Salar Grande                                     | 832              |               |
| 030                                                            | 0301      | 03012        | Lagunas Bravas                                   | 470              |               |
| 030                                                            | 0302      | 03020        | Río de Juncalito                                 | 707              |               |
| 030                                                            | 0302      | 03021        | Salar Piedra Grande                              | 657              |               |
| 030                                                            | 0302      | 03022        | Río de La Ola                                    | 1131             |               |
| 030                                                            | 0302      | 03023        | Salar de Pedernales                              | 2099             |               |
| 030                                                            | 0303      | 03030        | Laguna Verde                                     | 681              |               |
| 030                                                            | 0303      | 03031        | Pampa de Barrancas Blancas                       | 511              |               |
| 030                                                            | 0303      | 03032        | Laguna Escondida y Salar Wheelwright             | 678              |               |
| 030                                                            | 0304      | 03040        | Salar de Maricunga y cuencas del Norte y Este    | 933              |               |
| 030                                                            | 0304      | 03041        | Campo de Piedra Pómez y Río Lamas                | 2071             |               |
| 030                                                            | 0305      | 03050        | Río Astaburuaga                                  | 273              |               |
| 030                                                            | 0305      | 03051        | Laguna del Negro Francisco y cuenca afluente     | 636              |               |
| total:                                                         | 6         | 21           | Región: III (100%) / Tipo: Endorreica / Desemb.: | 15618            |               |

La disposición de cuencas en el inventario DARH es la siguiente:
| Código      | Nombre                                                      | Código en mapa                                              | Tipología de cuenca                                         | Vertiente de cuenca                                         | Origen de cuenca                                            | Temperatura media anual (C°)                                | Temperatura máxima (C°)                                     | Temperatura mínima (C°)                                     | Precipitación anual (mm)                                    | Número de estaciones fluviométricas                         | Número de estaciones pluviométricas                         | Área (km²)                                                  |
| ----------- | ----------------------------------------------------------- | ----------------------------------------------------------- | ----------------------------------------------------------- | ----------------------------------------------------------- | ----------------------------------------------------------- | ----------------------------------------------------------- | ----------------------------------------------------------- | ----------------------------------------------------------- | ----------------------------------------------------------- | ----------------------------------------------------------- | ----------------------------------------------------------- | ----------------------------------------------------------- |
| 0300        | Cuencas Endorreicas entre Frontera y Vertiente del Pacífico | Cuencas Endorreicas entre Frontera y Vertiente del Pacífico | Cuencas Endorreicas entre Frontera y Vertiente del Pacífico | Cuencas Endorreicas entre Frontera y Vertiente del Pacífico | Cuencas Endorreicas entre Frontera y Vertiente del Pacífico | Cuencas Endorreicas entre Frontera y Vertiente del Pacífico | Cuencas Endorreicas entre Frontera y Vertiente del Pacífico | Cuencas Endorreicas entre Frontera y Vertiente del Pacífico | Cuencas Endorreicas entre Frontera y Vertiente del Pacífico | Cuencas Endorreicas entre Frontera y Vertiente del Pacífico | Cuencas Endorreicas entre Frontera y Vertiente del Pacífico | Cuencas Endorreicas entre Frontera y Vertiente del Pacífico |
| 030000      | Salar de Los Infieles                                       | 0                                                           | Endorreica                                                  | NA                                                          | Pluvial                                                     | 6.0                                                         | 14.6                                                        | -3.5                                                        | 31.3                                                        | 0                                                           | 0                                                           | 269.9                                                       |
| 030001      | Salar de Las Parinas                                        | 0                                                           | Endorreica                                                  | NA                                                          | Pluvial                                                     | 4.6                                                         | 14.0                                                        | -5.9                                                        | 44.0                                                        | 0                                                           | 0                                                           | 574.9                                                       |
| 030002      | Salar de La Isla                                            | 0                                                           | Endorreica                                                  | NA                                                          | Pluvial                                                     | 4.6                                                         | 14.0                                                        | -5.8                                                        | 38.4                                                        | 0                                                           | 0                                                           | 871.7                                                       |
| 030003      | Salar de Aguilar                                            | 0                                                           | Endorreica                                                  | NA                                                          | Pluvial                                                     | 6.2                                                         | 15.1                                                        | -3.7                                                        | 31.5                                                        | 0                                                           | 0                                                           | 679.9                                                       |
| 030004      | Salar de Agua Amarga                                        | 0                                                           | Endorreica                                                  | NA                                                          | Pluvial                                                     | 6.1                                                         | 15.2                                                        | -3.9                                                        | 26.3                                                        | 0                                                           | 0                                                           | 854.5                                                       |
| 030005      | Salar de Gorbea                                             | 0                                                           | Endorreica                                                  | NA                                                          | Pluvial                                                     | 4.1                                                         | 13.7                                                        | -6.7                                                        | 37.1                                                        | 0                                                           | 0                                                           | 394.3                                                       |
| 030006      | Salar de Azufrera                                           | 0                                                           | Endorreica                                                  | NA                                                          | Pluvial                                                     | 6.4                                                         | 15.7                                                        | -4.0                                                        | 26.0                                                        | 0                                                           | 0                                                           | 244.8                                                       |
| 030007      | Salar de Pedernales                                         | 0                                                           | Endorreica                                                  | NA                                                          | Pluvial                                                     | 8.0                                                         | 16.1                                                        | -0.8                                                        | 29.4                                                        | 0                                                           | 0                                                           | 1460.8                                                      |
| 03000700    | Quebrada Honda                                              | 1                                                           | Endorreica                                                  | NA                                                          | Pluvial                                                     | 4.8                                                         | 13.6                                                        | -4.8                                                        | 41.8                                                        | 0                                                           | 0                                                           | 622.2                                                       |
| 03000701    | Quebrada Pastos Largos                                      | 2                                                           | Endorreica                                                  | NA                                                          | Pluvial                                                     | 5.5                                                         | 14.0                                                        | -3.6                                                        | 44.9                                                        | 1                                                           | 0                                                           | 1123.9                                                      |
| 0300070100  | Río Juncalito                                               | 3                                                           | Endorreica                                                  | NA                                                          | Pluvial                                                     | 3.3                                                         | 12.4                                                        | -6.3                                                        | 58.9                                                        | 0                                                           | 0                                                           | 704.7                                                       |
| 03000701000 | Quebrada del Río Negro                                      | 4                                                           | Endorreica                                                  | NA                                                          | Pluvial                                                     | 1.7                                                         | 11.0                                                        | -8.2                                                        | 66.5                                                        | 0                                                           | 0                                                           | 231.7                                                       |
| 030008      | Salar Grande                                                | 0                                                           | Endorreica                                                  | NA                                                          | Pluvial                                                     | 3.9                                                         | 13.1                                                        | -6.2                                                        | 45.1                                                        | 0                                                           | 0                                                           | 802.0                                                       |
| 030009      | Salar León Muerto                                           | 0                                                           | Endorreica                                                  | NA                                                          | Pluvial                                                     | 2.3                                                         | 11.8                                                        | -8.2                                                        | 58.2                                                        | 0                                                           | 0                                                           | 320.6                                                       |
| 030010      | Lagunas Bravas                                              | 0                                                           | Endorreica                                                  | NA                                                          | Pluvial                                                     | 3.1                                                         | 12.4                                                        | -7.2                                                        | 56.6                                                        | 0                                                           | 0                                                           | 443.3                                                       |
| 030011      | Laguna Totota                                               | 0                                                           | Endorreica                                                  | NA                                                          | Pluvial                                                     | 2.7                                                         | 12.1                                                        | -7.4                                                        | 61.7                                                        | 0                                                           | 0                                                           | 259.9                                                       |
| 030012      | Salar de Piedra Parada                                      | 0                                                           | Endorreica                                                  | NA                                                          | Pluvial                                                     | 3.0                                                         | 12.2                                                        | -6.9                                                        | 55.2                                                        | 0                                                           | 0                                                           | 503.4                                                       |
| 030013      | Laguna de Eulogio y Pampa                                   | 0                                                           | Endorreica                                                  | NA                                                          | Pluvial                                                     | 1.7                                                         | 11.1                                                        | -8.4                                                        | 73.6                                                        | 0                                                           | 0                                                           | 453.7                                                       |
| 030014      | Laguna Escondida                                            | 0                                                           | Endorreica                                                  | NA                                                          | Pluvial                                                     | 2.8                                                         | 12.2                                                        | -7.3                                                        | 69.0                                                        | 0                                                           | 0                                                           | 200.8                                                       |
| 030015      | Afluentes a Laguna Verde                                    | 0                                                           | Endorreica                                                  | NA                                                          | Pluvial                                                     | 1.1                                                         | 10.8                                                        | -9.2                                                        | 91.0                                                        | 0                                                           | 0                                                           | 573.1                                                       |
| 03001500    | Quebrada Barrancas Blancas                                  | 5                                                           | Endorreica                                                  | NA                                                          | Pluvial                                                     | 0.6                                                         | 10.2                                                        | -9.5                                                        | 89.9                                                        | 0                                                           | 0                                                           | 436.5                                                       |
| 03001501    | Quebrada Las Amarillas                                      | 6                                                           | Endorreica                                                  | NA                                                          | Pluvial                                                     | 1.3                                                         | 10.9                                                        | -9.0                                                        | 81.2                                                        | 0                                                           | 0                                                           | 186.1                                                       |
| 030016      | Afluentes a Salar de Maricunga                              | 0                                                           | Endorreica                                                  | NA                                                          | Pluvial                                                     | 4.9                                                         | 13.6                                                        | -4.1                                                        | 54.5                                                        | 0                                                           | 1                                                           | 1234.2                                                      |
| 03001600    | Quebrada Ciénaga y Río Lajita                               | 7                                                           | Endorreica                                                  | NA                                                          | Pluvial                                                     | 2.3                                                         | 11.5                                                        | -7.1                                                        | 77.7                                                        | 4                                                           | 1                                                           | 824.2                                                       |
| 03001601    | Quebrada Piedra Pómez y Río Lomas                           | 8                                                           | Endorreica                                                  | NA                                                          | Pluvial                                                     | 0.6                                                         | 10.0                                                        | -9.2                                                        | 85.5                                                        | 1                                                           | 0                                                           | 1087.3                                                      |
| 030017      | Afluentes a Laguna del Negro Francisco                      | 0                                                           | Endorreica                                                  | NA                                                          | Pluvial                                                     | 2.0                                                         | 11.1                                                        | -7.3                                                        | 79.6                                                        | 0                                                           | 0                                                           | 591.4                                                       |
| 03001700    | Río Astaburuaga                                             | 9                                                           | Endorreica                                                  | NA                                                          | Pluvial                                                     | 1.2                                                         | 10.5                                                        | -8.3                                                        | 89.5                                                        | 1                                                           | 0                                                           | 316.8                                                       |
| 030018      | Quebrada Letelier                                           | 0                                                           | Endorreica                                                  | NA                                                          | Pluvial                                                     | 2.7                                                         | 12.3                                                        | -7.9                                                        | 55.9                                                        | 0                                                           | 0                                                           | 380.3                                                       |
| 030019      | Nevado Ojos del Salado                                      | 0                                                           | Endorreica                                                  | NA                                                          | Pluvial                                                     | -4.7                                                        | 5.4                                                         | -15.1                                                       | 135.8                                                       | 0                                                           | 0                                                           | 137.5                                                       |

## Hidrología
|  |

La recarga de las cuencas se origina a partir de la lluvia que cae en las partes más bajas de las cuencas así como nieve que cae en las altas montañas durante el invierno altiplánico.: 19 

### Red hidrográfica
Los cuerpos de agua considerados en esta categoría son:

### Caudales y régimen
Las precipitaciones y la presencia de nieves en las altas cumbres generan un comportamiento pluvionival.: 11 

### Glaciares
El inventario público de glaciares de Chile 2022 se consigna un total de 254 glaciares que cubren un área de 19,28 km² y almacenan un volumen estimado de agua de 0,26 km³ en el ítem 030.

### Humedales
La página web del Ministerio del Medio Ambiente no registra humedales reconocidos de tipo alguno en estas cuencas.

## Obras hidráulicas
Para satisfacer las necesidad de agua tanto humanas como industriales en la cuenca del río Salado de Chañaral, se han debido construir varias obras civiles que acumulan, transportan y tratan las aguas de la cuenca del salar de Pedernales como también algunas adyacentes.

Infraestructura hidráulica para el trasvase de aguas desde el salar de Pedernales a la cuenca del río Salado.

## Clima

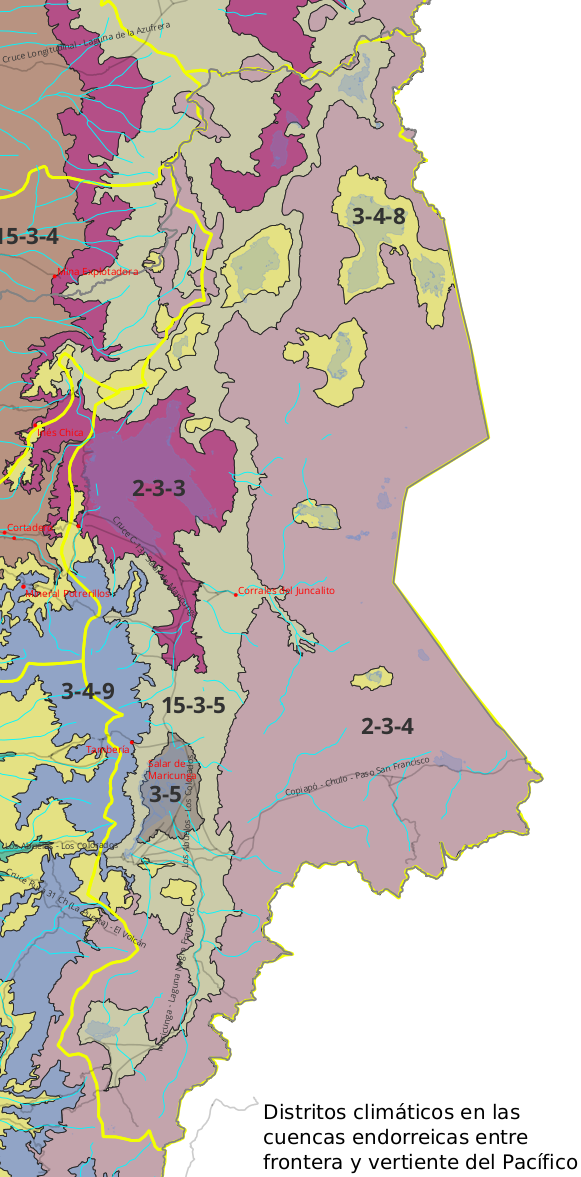
Distritos agroclimáticos en las cuencas endorreicas.

El Atlas agroclimático de Chile distingue 5 distritos agroclimáticos en las cuencas endorreicas del ítem:
- 3-4-8  Estepa de altura fría con régimen de humedad xérico (BSkXe). La temperatura oscila entre un máximo de enero de 13,2 °C y un mínimo de julio de -4 °C. Tiene un promedio de 0 días consecutivos libres de heladas. En el año se registra un promedio de 272 heladas. El periodo de temperaturas favorables a la actividad vegetativa dura 0 meses. Registra anualmente 145 días grado y 2.001 horas de frío acumuladas hasta el 31 de julio. La precipitación media anual es de 99 mm y un periodo seco de 12 meses, con un déficit hídrico de 1.603 mm/año. El período húmedo dura 0 meses durante los cuales se produce un excedente hídrico de 0 mm.
- 2-3-4  Estepa de altura fría con régimen de humedad xérico (BSkXe). La temperatura oscila entre un máximo de enero de 11,8 °C y un mínimo de julio de -10,3 °C. Tiene un promedio de 0 días consecutivos libres de heladas. En el año se registra un promedio de 365 heladas. El período de temperaturas favorables a la actividad vegetativa dura 0 meses. Registra anualmente 61 días grado y 1.800 horas de frío acumuladas hasta el 31 de Julio. La precipitación media anual es de 119 mm y un período seco de 12 meses, con un déficit hídrico de 1.511 mm/año. El período húmedo dura 0 meses durante los cuales se produce un excedente hídrico de 0 mm.
- 15-3-5  Estepa de altura fría con régimen de humedad xérico (BSkXe). La temperatura oscila entre un máximo de enero de 11,4 °C y un mínimo de julio de -7 °C. Tiene un promedio de 0 días consecutivos libres de heladas. En el año se registra un promedio de 360 heladas. El periodo de temperaturas favorables a la actividad vegetativa dura 0 meses. Registra anualmente 81 días grado y 1.889 horas de frío acumuladas hasta el 31 de julio. La precipitación media anual es de 108 mm y un periodo seco de 12 meses, con un déficit hídrico de 1.559 mm/año. El período húmedo dura 0 meses durante los cuales se produce un excedente hídrico de 0 mm.
- 2-3-3  Estepa de altura fría con régimen de humedad xérico (BSkXe). La temperatura oscila entre un máximo de enero de 15,4 °C y un mínimo de julio de -4 °C. Tiene un promedio de 0 días consecutivos libres de heladas. En el año se registra un promedio de 321 heladas. El período de temperaturas favorables a la actividad vegetativa dura 0 meses. Registra anualmente 211 días grado y 1.909 horas de frío acumuladas hasta el 31 de julio. La precipitación media anual es de 61 mm y un período seco de 12 meses, con un déficit hídrico de 1.798 mm/año. El período húmedo dura 0 meses durante los cuales se produce un excedente hídrico de 0 mm.
- 3-4-9  Estepa de altura fría con régimen de humedad híper árido (BSkHa). La temperatura oscila entre un máximo de enero de 7,7 °C y un mínimo de julio de -9,1 °C. Tiene un promedio de 0 días consecutivos libres de heladas. En el año se registra un promedio de 365 heladas. El periodo de temperaturas favorables a la actividad vegetativa dura 0 meses. Registra anualmente 8 días grado y 1.800 horas de frío acumuladas hasta el 31 de julio. La precipitación media anual es de 151 mm y un periodo seco de 11 meses, con un déficit hídrico de 1.325 mm/año. El período húmedo dura 0 meses durante los cuales se produce un excedente hídrico de 0 mm.

Diagrama Walter Lieth para una localidad en la latitud de Chañaral pero junto a la frontera internacional de la Región de Atacama, Chile. (Sector laguna del Jiguero)

Los diagramas Walter Lieth muestran con un área azul los periodos en que las precipitaciones sobrepasan la cantidad de agua que el calor del sol evapora en el mismo lapso de tiempo, (un promedio de 10 °C mensuales evaporan 20 mm de agua caída) dejando un clima húmedo. Por el contrario, las zonas amarillas indican que durante ese tiempo el agua caída puede ser evaporada por el calor del sol. El área gris señala meses muy húmedos. El diagrama para el sector de la laguna del Jiguero muestra una estrecha diferencia entre épocas húmedas y secas.

## Actividades económicas
Desde el salar de Pedernales se bombea agua para las operaciones productivas de la división Salvador de CODELCO. Además, en la década de 1930 se canalizó un trasvase de aguas desde el salar al río Salado.: 17  Están en estudio dos posibles trasvases de agua. Uno desde el sector sur del cerro La Ola (salar de Pedernales) y otro desde la cuenca Piedra Pómez, ambos hacia el río Copiapó.: 37 
Aparte del atractivo paisajístico, el área de la Laguna Verde posee otros, entre los cuales corresponde mencionar la existencia de termas asociadas a la actividad volcánica. El montañismo y otros deportes de aventura tienen aquí un excelente teatro natural para ser realizados. Laguna Verde es una base para la aclimatización de andinistas de alta montaña. Las termas son aprovechadas por las expediciones andinistas que buscan ascender algunas de las alturas cercanas como Ojos del Salado (6891 m s. n. m.), Incahuasi (6638 m s. n. m.), Volcán San Francisco (6018 m s. n. m.) Mulas muertas, y el propio cerro Laguna verde.

### Minería
Desde la cuenca de Maricunga y sus alrededores se extrae el oro y se proyecta extraer litio. Dos mineras que explotan el cobre están paralizadas.: 23 

## Áreas bajo protección oficial y conservación de la biodiversidad
El parque nacional Nevado Tres Cruces con sus dos sectores se encuentra en la cuenca del salar de Maricunga. En sus cercanías se encuentran las montañas más altas de Chile: Nevado Ojos del Salado, la cumbre más alta del país con 6891 m s. n. m. y el volcán activo más alto del mundo; y los volcanes Incahuasi, San Francisco, El Fraile, El Muerto, cerro Solo y Tres Cruces.